# NGC 3968
NGC 3968 је спирална галаксија у сазвежђу Лав која се налази на NGC листи објеката дубоког неба.
Деклинација објекта је + 11° 58' 7" а ректасцензија 11h 55m 28,7s. Привидна величина (магнитуда) објекта NGC 3968 износи 11,9 а фотографска магнитуда 12,7. NGC 3968 је још познат и под ознакама UGC 6895, MCG 2-30-45, CGCG 68-92, CGCG 69-4, IRAS 11529+1214, PGC 37429.